# ФК „Уйпещ“
ФК „Уйпещ“ (на унгарски: Újpest), още познат като „Дожа Уйпещ“, е унгарски футболен отбор от район Уйпещ на град Будапеща, Унгария.
Клубните цветове са лилаво и бяло. Техните 20 титли и 10 купи на страната правят отбора един от най-успешните клубове в страната, а с дългата си история са сред най-старите съществуващи отбори. „Уйпещ“ играе на стадион „Ференц Суса“.

## История

### Ранни години
Клубът (като спортна организация) е основан на 16 юни 1885 г. в Австро-Унгария от учителя Янош Голем в Уйпещ, в тези времена отделен град, в непосредствена близост до границата с Будапеща, под името Újpesti Torna Egylet (Újpesti TE). Първоначално в клуба се практикуват гимнастика и фехтовка. На 31 декември 1899 20 члена на организацията приемат решение за създаването на футболен клуб. Наричат го „Уйпещ“ и избират виолетово-бялото като цветове на отбора. Поле за игра намират до памучния комбинат, тъй като по това време не са имали стадион. Първият официален мач е игран на 29 април 1900 година срещу „Керулет“ и завършва наравно 1:1. През 1901 година клубът започва да играе във втората по сила лига на Унгария Борсоди лига. През 1904 година е вече във висшата лига. През 1922 година клубът построява нов стадион, благодарение на което отборът привлича под своите знамена силни футболисти и отборът започва да пълзи нагоре.

## Постижения
- Първа лига:
  -  Шампион (20): 1929 – 30, 1930 – 31, 1932 – 33, 1934 – 35, 1938 – 39, 1945 пролет, 1945 – 46, 1946 – 47, 1959 – 60, 1969, 1970 пролет, 1970 – 71, 1971 – 72, 1972 – 73, 1973 – 74, 1974 – 75, 1977 – 78, 1978 – 79, 1989 – 90, 1997 – 98
  -  Вицешампион (21): 1920 – 21, 1922 – 23, 1926 – 27, 1931 – 32, 1933 – 34, 1935 – 36, 1937 – 38, 1940 – 41, 1941 – 42, 1960 – 61, 1961 – 62, 1967, 1968, 1976 – 77, 1979 – 80, 1986 – 87, 1994 – 95, 1996 – 97, 2003 – 04, 2005 – 06, 2008 – 09
  -  Бронзов медалист (19): 1916 – 17, 1918 – 19, 1921 – 22, 1923 – 24, 1927 – 28, 1928 – 29, 1936 – 37, 1939 – 40, 1950 есен, 1951, 1952, 1957 пролет, 1962 – 63, 1965, 1975 – 76, 1987 – 88, 1995 – 96, 1998 – 99, 2017 – 18
- Купа на Унгария:
  -  Носител (11): 1969, 1970, 1974 – 75, 1981 – 82, 1982 – 83, 1986 – 87, 1991 – 92, 2001 – 02, 2013 – 14, 2017 – 18, 2020 – 21
  -  Финалист (6): 1921 – 22, 1922 – 23, 1924 – 25, 1926 – 27, 1932 – 33, 1997 – 98, 2015 – 16
- Суперкупа на Унгария:
  -  Носител (3): 1992, 2002, 2014
- Втора лига:
  -  Победител (2): 1904, 1911 – 12

### Международни
- Купа Митропа:
  -  Носител (1): 1929, 1939
  -  Финалист (1): 1967
- Купа на нациите: (предшественик на Шампионската лига)
  -  Носител (1): 1930 (срещу „Славия“ Прага – 3:0)
- Купа на панаирните градове:
  -  Финалист (1): 1968/69 (срещу „Нюкасъл“ 0:3 и 2:3)
- КЕШ:
  - 1/2 финалист (1): 1973 – 74 (срещу „Байерн“ 1:1 и 0:3)
- Купа на УЕФА/ Лига Европа:
  - 1/2 финалист (1): 1961/62 (срещу „Фиорентина“ 0:1 и 0:2)
- Купа Карл Рапан:
  -  Носител (3): 1978, 1985, 1986

## Приятелски
- Купа Жоан Гампер:
  -  Носител (1): 1970
- Трофей Коломбино:
  -  Носител (1): 1971

## Предишни имена
| Години      | Име                                                               |
| ----------- | ----------------------------------------------------------------- |
| 1885 – 1920 | „Уйпещ ТЕ“ Újpesti TE (Újpesti Torna Egylet)                      |
| 1926 – 1945 | „Уйпещ ФК“ Újpest FC (Újpest Football Club)                       |
| 1945 – 1950 | „Уйпещ ТЕ“ Újpesti TE                                             |
| 1950 – 1956 | „Дожа Будапеща ШЕ“ Bp. Dózsa SE (Budapesti Dózsa Sport Egyesület) |
| 1956 – 1957 | „Уйпещ ТЕ“ Újpesti TE                                             |
| 1957 – 1991 | „Дожа Уйпещ ШК“ Újpesti Dózsa SC (Újpesti Dózsa Sport Club)       |
| 1991 – 1998 | „Уйпещ ТЕ“ Újpesti TE                                             |
| 1998 –      | „Уйпещ ФК“ Újpest FC                                              |